# Serpúlids
Els serpúlids (Serpulidae) són una família d'anèl·lids poliquets sèssils formadors de tubs. Els membres de la família es diferencien dels altres cucs sabèl·lides perquè tenen un opercle especialitzat que impedeix l'entrada als seus tubs. A més a més, els serpúlids secreten carbonat de calci per a la formació dels seus tubs. Els serpúlids són els principals biomineralitzadors d'entre tots els anèl·lids. Aproximadament es coneixen unes 300 espècies de la família Serpulidae, de les quals totes excepte una viuen en aigua salada. Els primers serpúlids que es coneixen daten del Permià (Wordià – Permià inferior).
La sang de la majoria d'espècies d'aquesta família presenta el pigment conegut com a clorocruorina. Aquest pigment s'empra per al transport d'oxigen fins als teixits. Les closques buides dels serpúlids poden ser confosos amb les closques d'algunes famílies de gasteròpodes, com ara els de la família Vermetidae. La principal diferència és que les closques dels serpúlids són terroses al seu interior, mentre que la dels gasteròpodes són brillants.

## Gèneres
- Amplaria Knight-Jones, 1973

- Anomalorbis Vine, 1972

- Apomatus Philippi, 1844

- Bushiella Knight-Jones, 1973

- Capeospira Pillai, 1970

- Chitinopoma Levinsen, 1884

- Circeis Saint-Joseph, 1894

- Crucigera Benedict, 1887

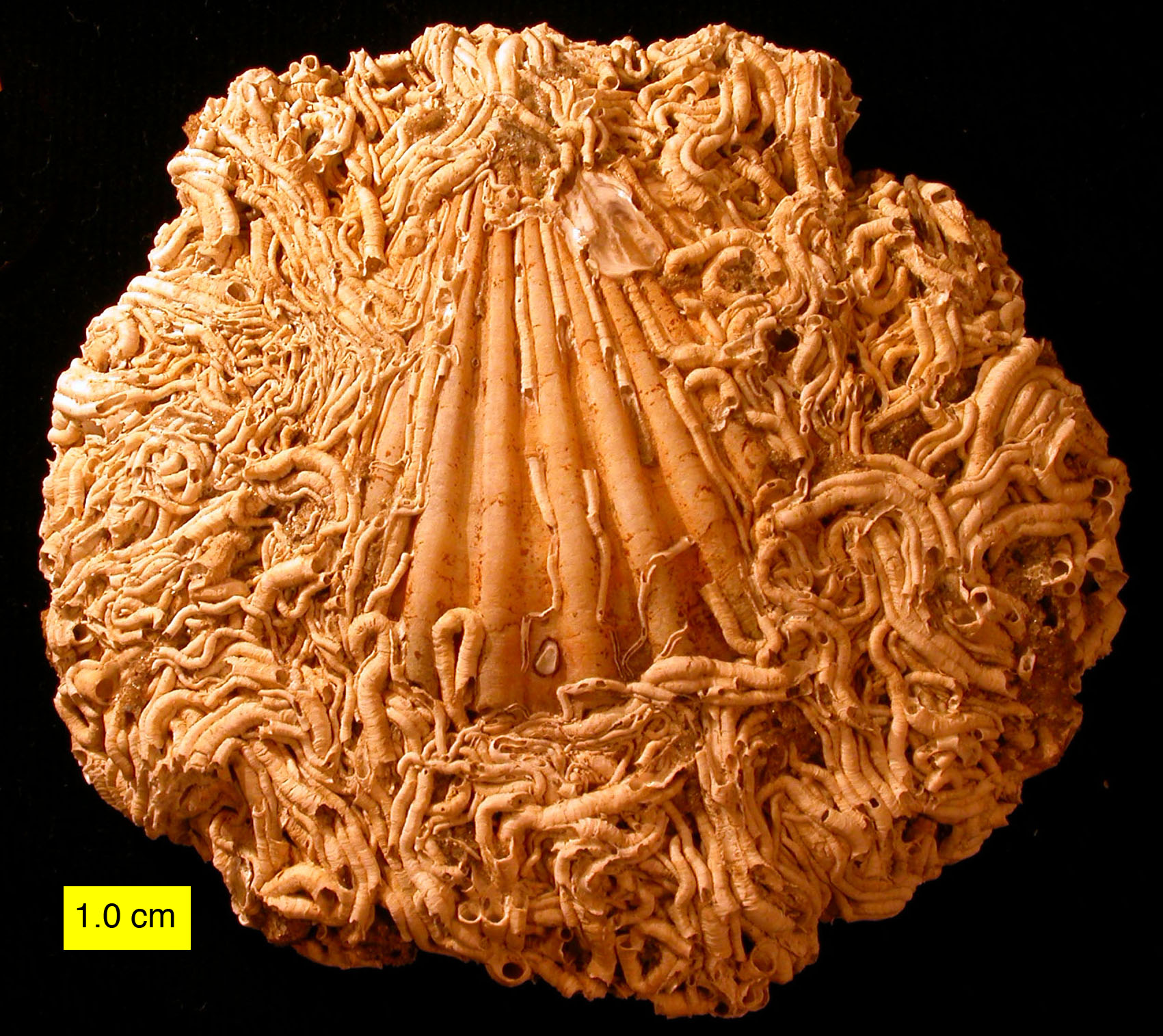
Pectínid amb serpúlids incrustants; procedent de Cape Cod Bay, Wellfleet, Massachusetts.

- Dexiospira Caullery and Mesnil, 1897

- Dextralia Knight-Jones, 1973

- Ditrupa Berkeley, 1835

- Eulaeospira Pillai, 1970

- Ficopomatus Sauthern, 1921

- Filograna Berkeley, 1835

- Filogranella Ben-Eliahu and Dafni, 1979

- Filogranula Langerhans, 1884

- Galeolaria Lamarck, J.B. de (1818)

- Hyalopotamus Marenzeller, 1878

- Hydroides Gunnerus, 1768

- Janua Saint-Joseph, 1894

- Josephella Caullery and Mesnil, 1896

- Leodora Saint-Joseph, 1894

- Metavermilia Bush, 1904

- Neodexiospira Pillai, 1970

- Neovermila Day, 1961

- Nidificaria

- Paradexiospira Caullery and Mesnil, 1897

- Paralaeospira Caullery and Mesnil, 1897

- Pileolaria Claparede, 1870

- Placostegus Philippi, 1844

- Pomatoceros Philippi, 1844

- Pomatoleios Pixell, 1912

- Pomatostegus Schmarda, 1861

- Protolaeospira Pixell, 1912

- Protula Risso, 1826

- Pseudochitinopoma Zibrowius, 1969

- Pseudovermilia Bush, 1907

- Salmacina Claparede, 1870

- Semivermila Imajima, 1978

- Serpula Linnaeus, 1767 Gènere tipus

- Simplicaria Knight-Jones, 1973

- Spirobranchus Blainville, 1818

- Spirorbis Daudin, 1800

- Turbocavus Prentiss et al., 2014

- Vermiliopsis Saint-Joseph, 1894

- Vinearia

## Galeria

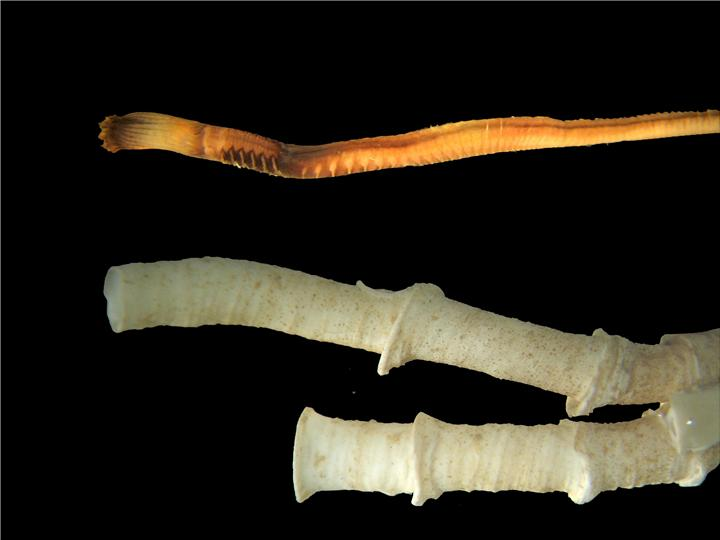
Ficopomatus enigmaticus
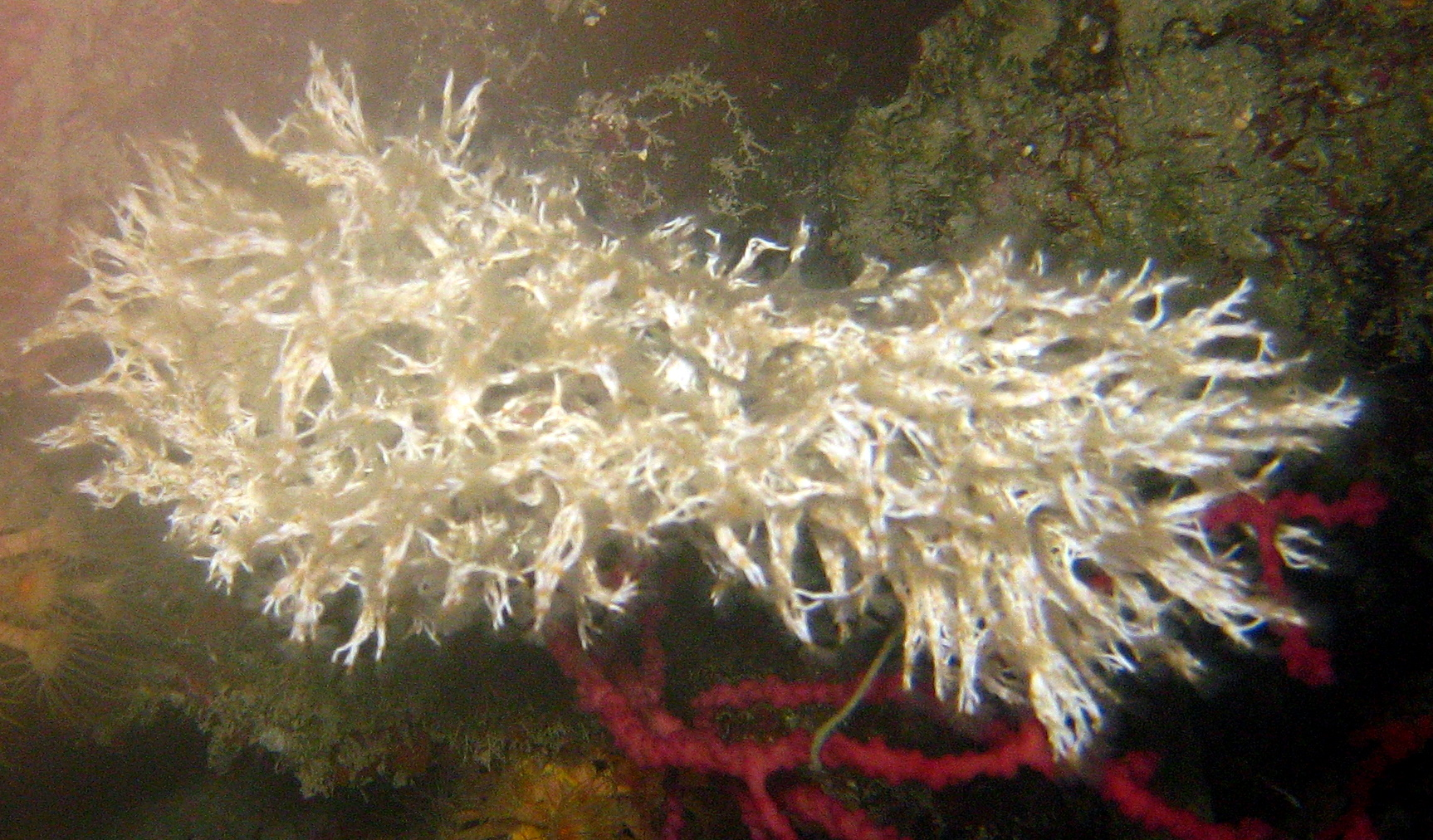
Filograna implexa
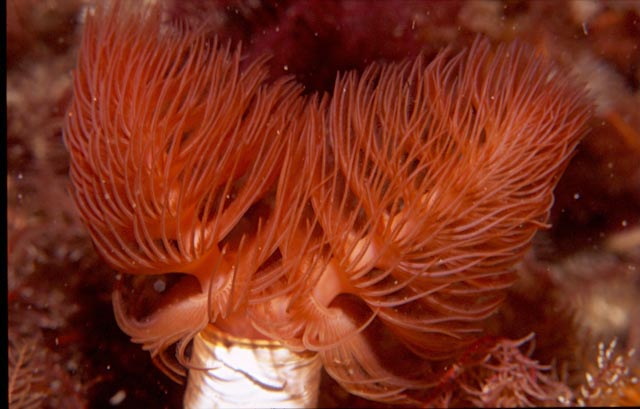
Protula bispiralis
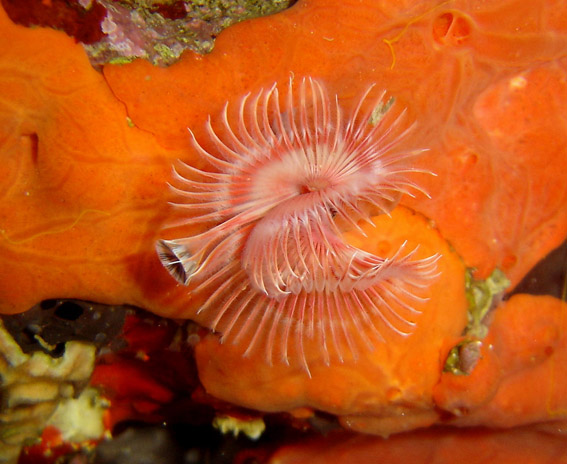
Serpula vermicularis
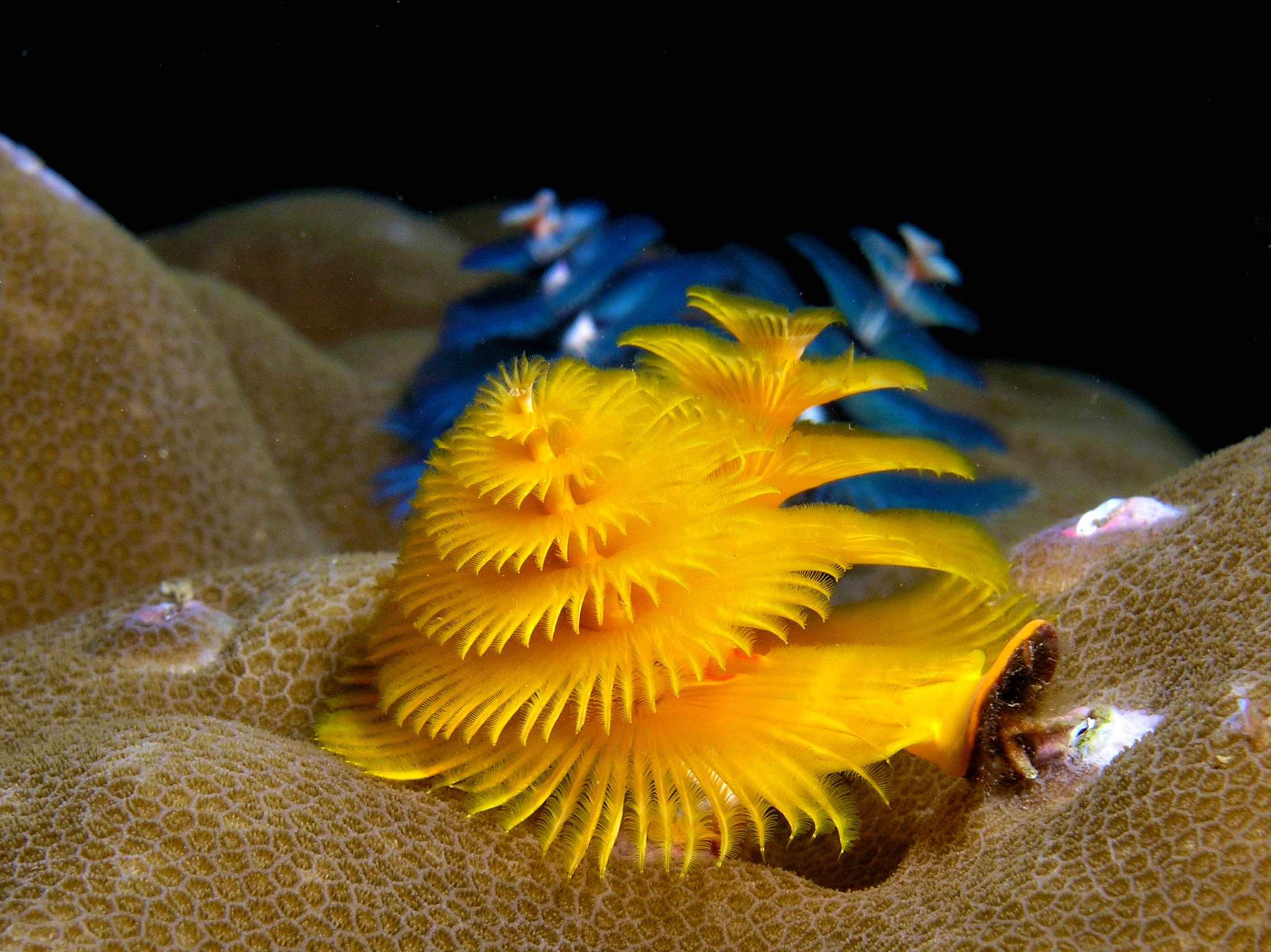
Spirobranchus giganteus
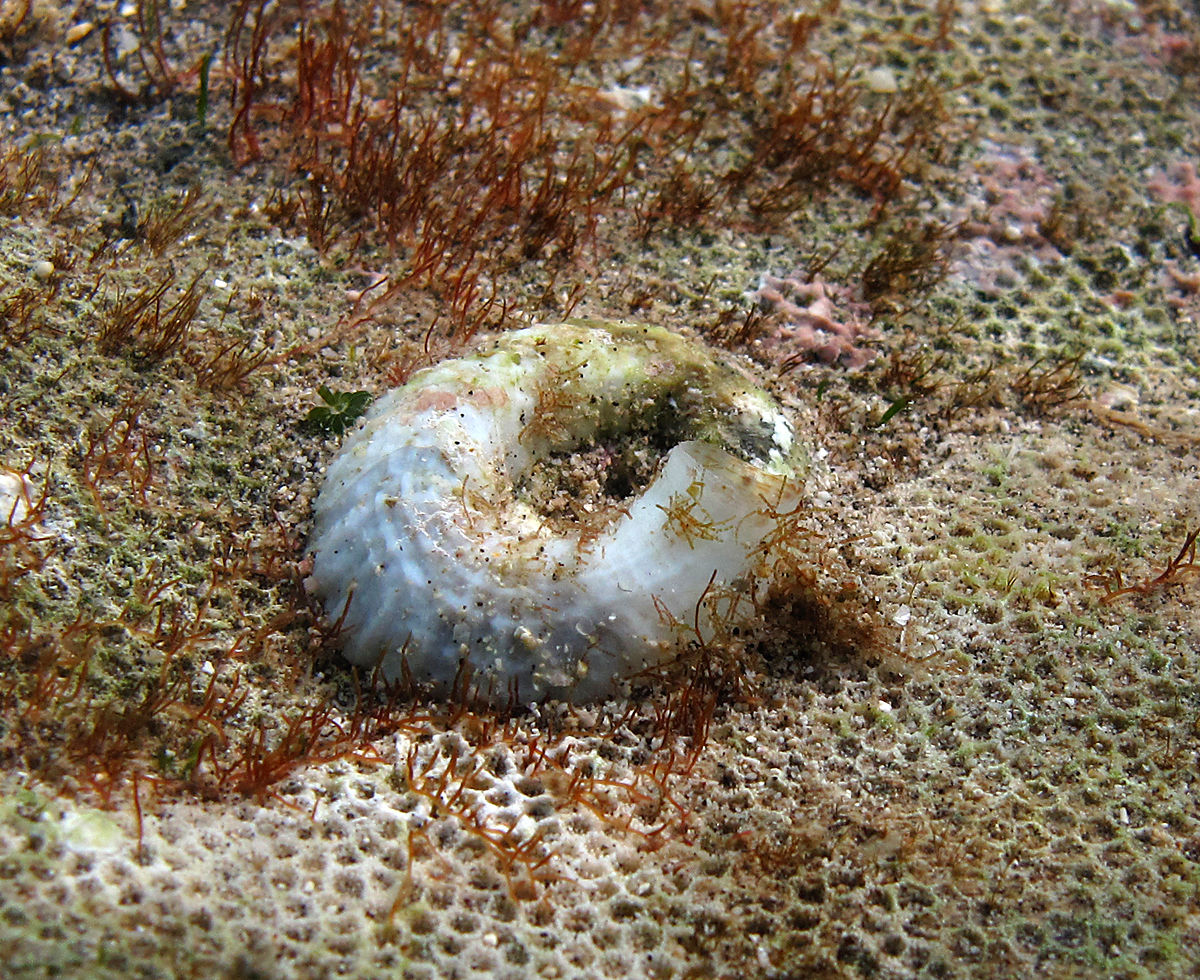
Spirorbis sp.